# Charles McDougall
Charles McDougall est un réalisateur et producteur de télévision anglais.

## Biographie
Charles McDougall a travaillé pour de nombreuses productions télévisées américaines, très souvent populaires, comme Sex and the City, Les Tudors, The Good Wife ou Desperate Housewives. En réalisant l'épisode pilote de cette dernière série télévisée, il remporte même l'Emmy du meilleur réalisateur pour une série comique en 2005.
Mais McDougall est avant tout un réalisateur britannique. Ainsi, au début de sa carrière, il est intervenu sur des séries comme Cracker ou encore Queer as Folk. Un téléfilm tourné en Angleterre en 1996, Hillsborough, lui a valu le BAFTA du Meilleur téléfilm dramatique.

## Filmographie

### Comme réalisateur

#### Au cinéma
- 1990 : Arrivederci Millwall
- 1995 : Rules of Engagement
- 1999 : Mort clinique (Heart)
- 1999 : Tube Tales

#### À la télévision
Séries télévisées
- 1991 : Casualty, épisode « Dangerous Games » (6-3)
- 1992 : Between the Lines, 3 épisodes
- 1994 : 99-1, 2 épisodes
- 1995 : Cracker, 2 épisodes
- 1999 : Queer as Folk, 4 épisodes
- 2000 : Wonderland
- 2000 – 2002 : Sex and the City, 6 épisodes
- 2003 : Keen Eddie, épisode « Panique à l'opéra (Achtung Baby) » (1-3)
- 2004 : Desperate Housewives, « Ironie du sort (Pilot) » (1-1)
- 2005 – 2012 : The Office, 8 épisodes
- 2006 : Big Love, 2 épisodes
- 2007 : Les Tudors (The Tudors), 2 épisodes
- 2007 : Big Shots, « Et voguent les galères (Pilot) » (1-1)
- 2009 : The Good Wife, 2 épisodes
- 2009 – 2011 : Parks and Recreation, 2 épisodes
- 2011 : The Chicago Code, épisode « Corruption (Pilot) » (1-1)
- 2012 : The Mindy Project, 2 épisodes
- 2013 : House of Cards, 2 épisodes

Téléfilms
- 1996 : Hillsborough
- 1997 : Rules of Engagement
- 2002 : Sunday
- 2004 : Call Me: The Rise and Fall of Heidi Fleiss
- 2006 : Parlez-moi de Sara (Surrender, Dorothy)
- 2007 : Backyards & Bullets
- 2008 : Good Behavior

Courts métrages
- 2005 : Une nouvelle voisine : Oprah Winfrey (Desperate Housewives: Oprah Winfrey Is the New Neighbor)

## Récompenses et distinctions
Charles McDougall a notamment remporté l'Emmy du meilleur réalisateur pour une série comique en réalisant le pilote de Desperate Housewives en 2005, ainsi que le BAFTA du meilleur téléfilm dramatique pour Hillsborough en 1996.